# Вікторія Великобританська
Принцеса Вікторія (Вікторія Олександра Ольга Мері — англ. Victoria Alexandra Olga Mary; 6 липня 1868 — 3 грудня 1935) — четверта дитина і друга дочка короля Едуарда VII і королеви Олександри, молодша сестра короля Георга V. Меценатка.

## Молодість і освіта

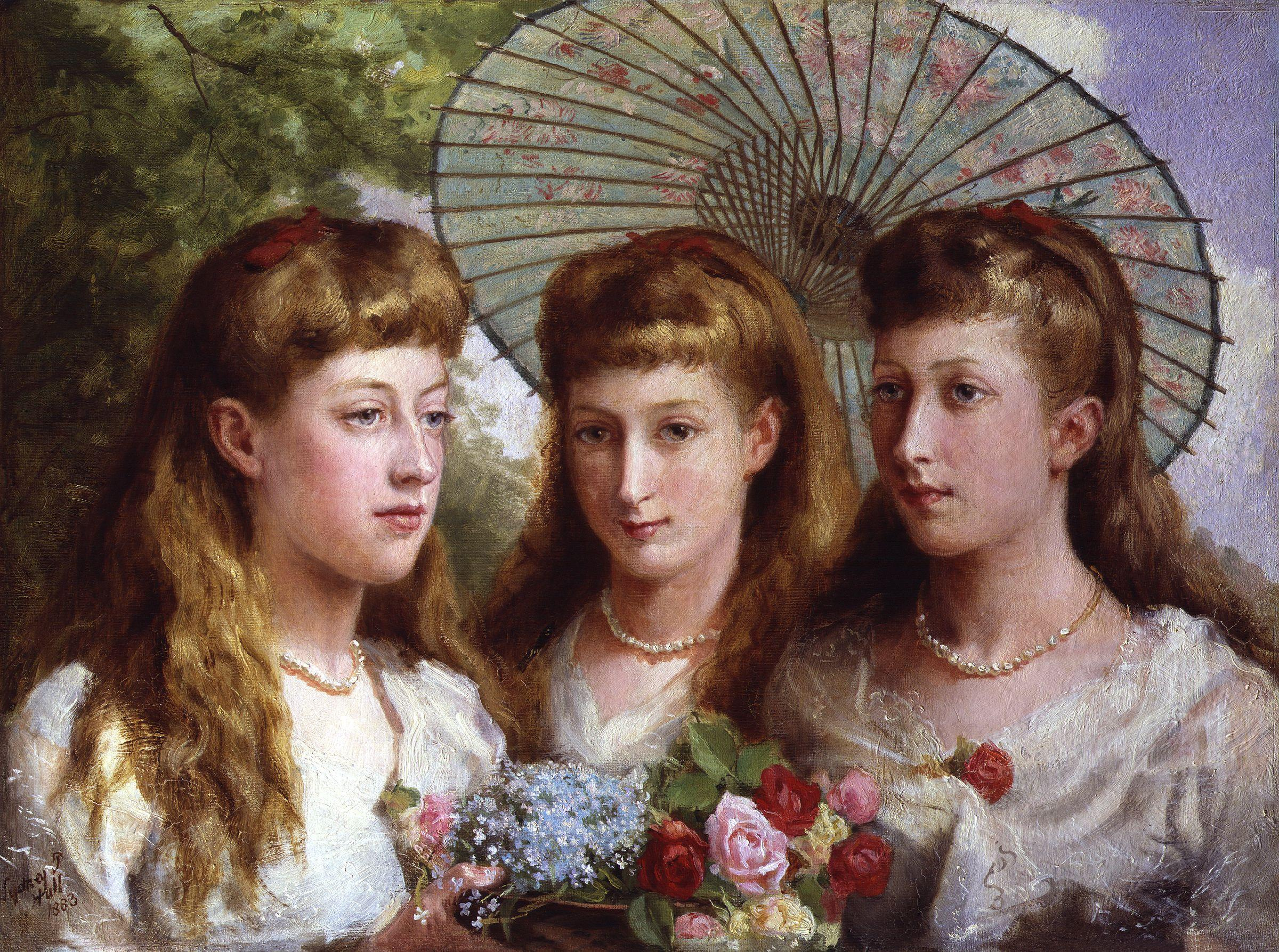
Принцеса Вельзька Вікторія (ліворуч) у підлітковому віці разом зі своїми сестрами Мод (у центрі) і Луїзою (праворуч)

Вікторія Олександра Ольга Марія народилася 6 липня 1868 року в Мальборо-Хаусі, Лондон, четвертою дитиною Альберта Едуарда, принца Вельзького, та його дружини Олександри, принцеси Вельзької. Батько Вікторії був старшим сином королеви Вікторії та принца Альберта. Її мати була старшою донькою короля Кристіана IX і королеви Данії Луїзи. Серед наближених принцеса була відома як Торія. Від народження, як онука британського монарха, вона мала титул Її Королівська Високість Принцеса Вікторія Вельзька.
Принцеса Вікторія була хрещена в Мальборо-хаусі 6 серпня 1868 року Арчибальдом Кемпбеллом Тейтом, єпископом Лондона.

## Особисте життя
У 1885 році Вікторія була подружкою нареченої на весіллі своєї тітки принцеси Беатріс і принца Генріха Баттенбергського. Вона також була подружкою нареченої на весіллі свого брата Джорджа, герцога Йоркського, і Вікторії Марії Текської, майбутніх короля і королеви Сполученого Королівства.
Принцеса Вікторія навчалася вдома разом із сестрами. Принцеса росла в Мальборо-хаусі і Сандрінгемському палаці під наглядом вихователів. Час від часу проводила літо в Данії, на батьківщині матері. У молодості її описували як «жвава, пустотлива дівчина… розумна, висока і елегантна; вона мала чудове почуття гумору і була добрим другом для всіх; у неї були великі виразні блакитні очі; в ній не було жодної претензії чи натяку на високе становище». Вікторія любила кататися на конях, їздити на велосипеді, читати, слухати музику і танцювати. Особливою пристрастю принцеси була фотографія. Вона склала кілька альбомів сімейних фотографій. Роботи Вікторії експонувалися на кількох виставках. Вона дуже любила тварин. Її улюбленцями були собаки на прізвисько Сем, Мас і Панчі. Шість років у Вікторії був приручений голуб, якого вона брала з собою на прогулянки та подорожі у маленькому кошику.
Вікторія підтримувала дружні стосунки зі своїми кузенами в Росії та Греції. Майбутній російський імператор Микола II, який доводився їй двоюрідним братом (сином сестри її матері) і був рівним їй віку, в молодості був у неї закоханий. Вікторія сподобалася царевичу своєю серйозністю, грунтовністю і «нежіночим розумом». У 1889 році, описуючи княжну, Микола сказав своєму близькому другові, великому князю Олександру Михайловичу: «Вона справді дивовижне створіння, і чим більше і глибше заглиблюєшся в її душу, тим ясніше бачиш всі її чесноти і якості. Мушу зізнатися, що розібратися в ній спочатку дуже важко, тобто дізнатися її погляд на речі і людей, але в цій складності для мене є особлива чарівність, яку я не в змозі пояснити». Княгиня також привернула увагу великого князя Олександра Михайловича, а пізніше нею був зачарований великий князь Михайло Олександрович.
Ще одним претендентом на руку Вікторії був її двоюрідний брат, кронпринц Данії Кристіан, який пізніше став Кристіаном X. Принцеса відмовилася від нього, на велике розчарування своїх батьків. Ще одним претендентом на шлюб був португальський король Карлос I. Він вимагав від Вікторії прийняти католицьку віру, що не подобалося її батькам. 5-й граф Розбері також намагався привернути її увагу, але марно. Вікторія ніколи не одружувалася, і кажуть, що її мати підтримала це рішення.
Вікторія була особливо близькою до своїх батьків, і якщо вона з'являлася на людях, то зазвичай в їхньому товаристві, як це було прийнято в ті часи для діви. Принцеса супроводжувала батьків на офіційних заходах і церемоніях, допомагала їм в особистому житті. Її двоюрідна сестра, велика російська княгиня Ольга Олександрівна, у подальшому житті зазначила, що їй «дуже шкода» Вікторію, оскільки в її сім'ї вона здавалася «прославленою служницею для своєї матері», пояснюючи те, що вона залишалася неодруженою, небажанням виступати проти матері. «У мені було щось від бунтаря. А в Торії — ні».
Незважаючи на те, що Вікторія була близькою до своїх батьків, найріднішою людиною для Вікторії був її старший брат Георг, який у 1910 році став королем та імператором. Протягом усього життя, яке обірвалося з різницею в місяць, король-імператор і його сестра підтримували теплі стосунки. У них були схожі характери і спільне почуття гумору. Коли Вікторія померла в 1935 році, король сказав: «Як я буду сумувати за нашими щоденними телефонними дзвінками. Ні в кого не було такої сестри, як у мене». Король помер через місяць після смерті своєї сестри. Вона не була близькою з його дружиною, королевою Марією, уродженою принцесою Марією Текською, яку вона описувала як «жахливо нудну». Це пояснювалося їхніми різними характерами, освітою та інтересами.

## Пізні роки і смерть

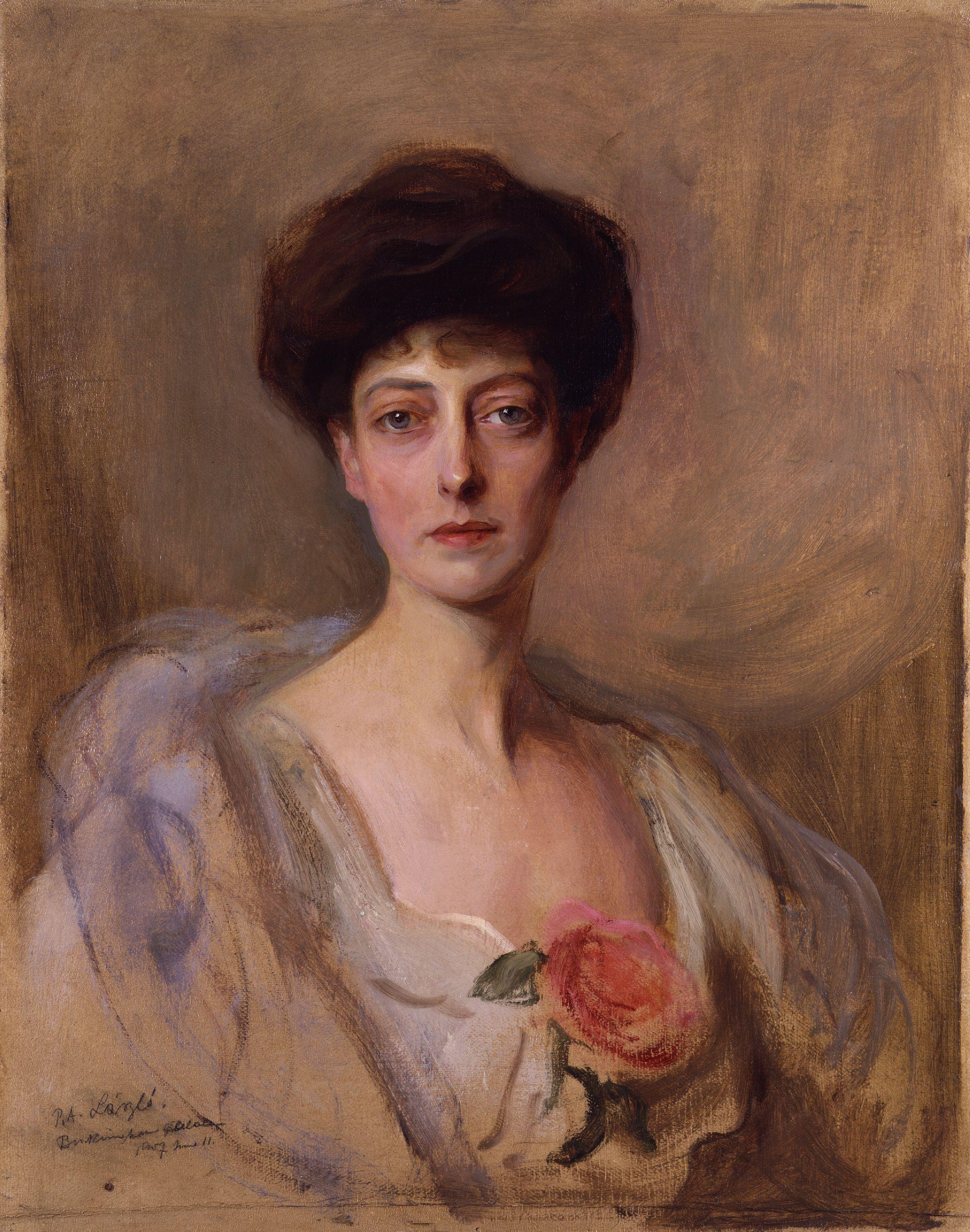
Портрет Філіпа де Ласло, 1907 рік

Між 22 і 24 березня 1905 року принцеса Вікторія разом зі своєю матір'ю, молодшою сестрою Мод (майбутньою королевою Норвегії Мод) і своїм шурином Карлом (майбутнім Гоконом VII, королем Норвегії) здійснила офіційний візит до Португалії. на королівській яхті HMY Вікторія та Альберт після візиту португальського монарха до Сполученого Королівства рік тому. У перший день прибуття Вікторія залишилася на королівській яхті через погане самопочуття. Королева Олександра з донькою принцесою Мод і принцом Карлом зустрілися з королевою Амелією і королевою-вдовою Марією Пією. Наступного дня у супроводі сестри Вікторія відвідала короля, королеву та їхніх синів. 24 березня британські гості вирушили на батьківщину.
Після смерті батька в 1910 році Вікторія залишилася в тіні матері. Королева Олександра страждала від постійної депресії і була практично глухою. Вікторія супроводжувала маму під час її візитів до різних закладів та на свята. Одного разу, коли вдовуюча королева не змогла відвідати благодійний захід День Олександри Роуз, вона відправила разом своїх дочок Луїзу і Вікторію, і остання згодом записала у своєму щоденнику, що «було жахливо бути там без дорогої мами». Зважаючи на те, що під час Першої світової війни вороже ставлення до Німеччини тривало, король Георг V вирішив відмовитися від усіх німецьких титулів і почестей. Він попросив усіх членів королівської родини зробити те саме. Король перейменував правлячу династію Саксен-Кобург і Гота на Віндзор, на честь свого улюбленого замку. Принцеса Вікторія наслідувала цей приклад і взяла прізвище Віндзор.

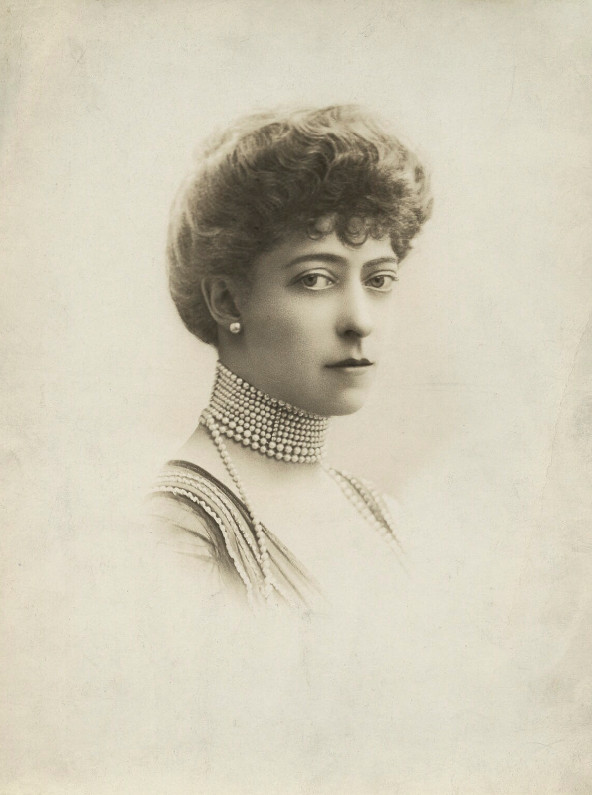
Вікторія, прибл. 1917 рік

Після смерті королеви Олександри в 1925 році Вікторія переїхала в Коппінс, в село Айвер, Бакінгемшир, де прожила до самої смерті. В останні роки життя Вікторія любила слухати музику, займатися садівництвом, брати активну участь у вирішенні місцевих питань і проблем. Вікторія стала покровителькою молодої віолончелістки Беатріс Гаррісон та її сестер Мей і Маргарет, які також вивчали музику, і вона заплатила за цінну віолончель Гаррісона Гварнері. Вікторія регулярно приймала сестер Гаррісон у себе вдома та в Сандрінгемі та відвідувала з ними концерти у Вігмор-голі. Вона також замовила HMV зробити для неї кілька приватних записів у серпні 1928 року: записи, на яких Вікторія сидить за фортепіано, акомпануючи Беатріс Гаррісон на віолончелі та Мей Гаррісон на скрипці, через багато років будуть комерційно випущені, хоча музика Вікторії викликатиме змішані відгуки.
Серед інших друзів Вікторії були члени родини Масгрейвів, овдовілий 5-й граф Розбері та Вайолет Вівіан, колишня фрейліна королеви Олександри. Леді Масгрейв була подругою та фрейліною Вікторії на все життя. Принцеса допомагала Вайолет Вівіан у проектуванні Сестильського саду поблизу села Семаес на північно-західному узбережжі Англсі.
Вікторія померла вранці 3 грудня 1935 року у віці 67 років у своєму будинку. Протягом останнього місяця у неї було погане здоров'я, що завершилося сильною кровотечею 1 грудня. Державне відкриття парламенту, заплановане на 3 грудня, було скасовано у зв'язку з її смертю, а замість цього вже написану Королівську промову було зачитано парламентаріям лордом-канцлером без церемонії.
Похорон відбувся 7 грудня 1935 року в каплиці Святого Георгія Віндзорського замку, де вона була спочатку похована. Серед присутніх на похоронах був брат Вікторії Георг V. Сам Георг був у поганому стані, і його лікар наполягав на скороченні похоронної служби; він був невдалим, і остаточне погіршення стану Георга та його смерть невдовзі пізніше будуть звинувачені через фізичне напруження тривалої події. Останки Вікторії пізніше були перенесені та перепоховані в Королівській усипальниці, Фрогмор, Віндзорський Великий Парк, 8 січня 1936 року. Її заповіт було скріплено печаткою в Лондоні в 1936 році. Її маєток оцінили у 237 455 фунтів стерлінгів (або 11,7 мільйонів фунтів стерлінгів у 2022 році з поправкою на інфляцію).

## Титули, посади, відзнаки та герб

### Титули та посади
- 6 липня 1868 — 22 січня 1901: Її Королівська Високість Принцеса Вікторія Вельзька
- 22 січня 1901 — 3 грудня 1935: Її Королівська Високість Принцеса Вікторія

### Нагороди
- Імператорський орден Корони Індії, 6 серпня 1887
- Дама Великого хреста ордена лікарні Святого Іоанна Єрусалимського
- Член першого ступеня Королівського ордена Вікторії та Альберта
- Королівський сімейний орден короля Едуарда VII
- Королівський сімейний орден короля Георга V

### Герб
Після одруження її молодшої сестри в 1896 році принцеса Вікторія була нагороджена особистим гербом, який був Королівським гербом Сполученого Королівства, з накладкою щита Саксонії та відзначеною срібним ламбелем із п'яти кінцями, обтяженими червоно-червоною трояндою на першому, третьому та п'ятому кінці та червоним хрестом на другому і четвертому. У 1917 році герб був скасований королівським ордером.
| Герб принцеси Вікторії до 1917 року |

## Виноски
1. ↑  Її хрещеними батьками були її бабуся по батькові, королева Вікторія (за яку виступала герцогиня Кембриджська), російський цар Олександр II (за якого виступав російський посол Філіп, граф Бруннов), російський царевич (її дядько по матері), принц Артур (її дядько по батькові), принц Людовик Гессенський і Рейнський (її дядько по батькові), Принц Георг Гессен-Кассельський (її прадід по матері), її тітка по матері, королева Греції Ольга (за яку Велика герцогиня Мекленбург-Штреліцька була довіреною особою), королева-вдова Даннська, вдовствуюча Велика герцогиня Мекленбург-Штреліцька, двоюрідні сестри королеви принцеса Франциска Текська і принцеса Фредеріка Ангальтська.